# USS Crane (DD-109)
USS Crane (DD-109) là một tàu khu trục thuộc lớp Wickes của Hải quân Hoa Kỳ trong cả hai cuộc Chiến tranh Thế giới thứ nhất và thứ hai. Nó là chiếc tàu chiến duy nhất của Hải quân Hoa Kỳ được đặt tên theo Đại tá Hải quân William M. Crane (1776–1846).

## Thiết kế và chế tạo
Crane được đặt lườn vào ngày 7 tháng 1 năm 1918 tại xưởng tàu của hãng Union Iron Works ở San Francisco, California. Nó được hạ thủy vào ngày 4 tháng 7 năm 1918, được đỡ đầu bởi bà M. McGuire, và được đưa ra hoạt động vào ngày 18 tháng 4 năm 1919 dưới quyền chỉ huy của Hạm trưởng, Thiếu tá Hải quân W. F. Gresham.

## Lịch sử hoạt động
Khởi hành từ San Francisco vào ngày 21 tháng 4 năm 1919, Crane đi đến Newport, Rhode Island vào ngày 13 tháng 5, rồi lên đường đi làm nhiệm vụ tại vùng biển Châu Âu vào ngày 5 tháng 6. Nó viếng thăm các cảng ở Anh và Pháp, tham gia đoàn hộ tống cho chiếc George Washington đưa Tổng thống Woodrow Wilson đi tham dự hội nghị hòa bình. Quay trở về New York vào ngày 27 tháng 7, Crane được điều động về Hạm đội Thái Bình Dương, và đi đến San Francisco vào ngày 1 tháng 9. Tại đây nó tham gia cuộc Duyệt binh Hải quân, được Bộ trưởng Hải quân Josephus Daniels thị sát vào ngày 4 tháng 9. Sau các hoạt động ngoài khơi bờ biển Washington, Crane được đưa vào thành phần dự bị tại San Diego từ ngày 26 tháng 1 năm 1920, thỉnh thoảng tham gia các cuộc cơ động cho đến khi được cho xuất biên chế vào ngày 7 tháng 6 năm 1922 tại San Diego.
Được tái biên chế trở lại vào ngày 18 tháng 12 năm 1939, Crane gia nhập lực lượng Tuần tra Trung lập tại Thái Bình Dương, thực hiện các chuyến tuần tra cùng các chuyến đi huấn luyện Hải quân Dự bị và Vệ binh vũ trang cho đến khi Chiến tranh Thế giới thứ hai nổ ra. Nó tiếp tục ở lại khu vực bờ Tây Hoa Kỳ, làm nhiệm vụ tuần tra chống tàu ngầm, hộ tống vận tải, huấn luyện và bảo vệ cho các cuộc tập trận đổ bộ cho đến ngày 22 tháng 4 năm 1944, khi nó được điều về Trường huấn luyện thủy âm bờ Tây. Sau chiến tranh, nó khởi hành từ San Diego vào ngày 2 tháng 10 năm 1945, đi đến Philadelphia ngày 19 tháng 10, và được cho ngừng hoạt động vào ngày 14 tháng 11 năm 1945. Crane bị bán để tháo dỡ vào ngày 1 tháng 11 năm 1946.